# Sân vận động Rommel Fernández
Sân vận động Olímpico Rommel Fernández Gutiérrez (tiếng Tây Ban Nha: Estadio Olímpico Rommel Fernández Gutiérrez), được đặt theo tên của ngôi sao bóng đá người Panama Rommel Fernández, là một sân vận động đa năng nằm ở Thành phố Panama. Sân được sử dụng cho các môn thể thao khác nhau, nhưng chủ yếu là tổ chức các trận đấu bóng đá. Sân được khánh thành vào ngày 6 tháng 2 năm 1970. Sân được thiết kế để phù hợp với việc tổ chức Đại hội Thể thao Trung Mỹ và Caribe XI vào năm 1970. Thông qua các cuộc cải cách, sân vận động đã đạt được sức chứa hiện tại là 32.000 người, hiện là sân vận động lớn nhất ở Panama, trên cả sân vận động bóng chày Rod Carew. Sân là một phần của Khu liên hợp Thành phố Thể thao Irving Saladino.

## Lịch sử

### Lịch sử ban đầu
Vào ngày 4 tháng 4 năm 1976, sân đánh dấu sự ra mắt của đội tuyển bóng đá quốc gia Panama để thực hiện cuộc hành trình tới Giải vô địch bóng đá thế giới 1978 tại Argentina. Tại Sân vận động Cách mạng, họ đã tiếp đón Costa Rica và giành chiến thắng bất ngờ 3–2, với cú đúp của Agustin Sanchez và một bàn thắng của Luis Tapia. Trận đấu đáng nhớ nhất giải ANAPROF là trận đấu cuối cùng diễn ra tại sân vận động vào năm 1996 khi hơn 25.000 người hâm mộ theo dõi trận đấu giữa San Francisco F.C. và Plaza Amador.
Tên ban đầu của sân vận động là Sân vận động Cách mạng, nhưng vào năm 1993, nó đổi tên thành Sân vận động Rommel Fernández để vinh danh Rommel Fernández Gutiérrez, một cầu thủ bóng đá người Panama đã qua đời trong một vụ tai nạn xe hơi ở thành phố Albacete, Tây Ban Nha vào ngày 6 tháng 5 của năm đó. Tại thời điểm đó, sân vận động có sức chứa 22.000 khán giả. Sân vận động thường được sử dụng bởi LPF và Giải bóng đá vô địch quốc gia Panama.

### Hiện nay
Vào năm 2009, sân vận động đã được sửa chữa lại hoàn toàn, hình dạng và mặt tiền của nó đã được thay đổi hoàn toàn, nhiều ghế ngồi được lắp đặt trên khắp sân vận động, cũng như một màn hình khổng lồ mới và một đường chạy điền kinh mới và nó được trang bị đầy đủ các thiết bị hiện đại. Đó là mũi nhọn của Đại hội Thể thao Trung Mỹ lần thứ IX năm 2010, trong đó sân vận động được mở cửa trở lại trong lễ khai mạc các sự kiện thể thao này. Đây là một trong những sân vận động tổ chức nhiều sự kiện thể thao hơn ở khu vực Trung Mỹ.

### Tương lai
Sân sẽ được sử dụng để tổ chức các trận đấu của Giải vô địch bóng đá nữ U-20 thế giới 2020 cùng với Costa Rica, bao gồm cả trận đấu tranh hạng ba.

## Các trận đấu bóng đá quốc tế
| Ngày                | Giải đấu         | Đội tuyển | Kết quả | Đội tuyển | Khán giả |
| ------------------- | ---------------- | --------- | ------- | --------- | -------- |
| 11 tháng 9 năm 2018 | Giao hữu quốc tế | Panama    | 0-2     | Venezuela | 20.000   |